# Rheingoldhalle (Mainz)

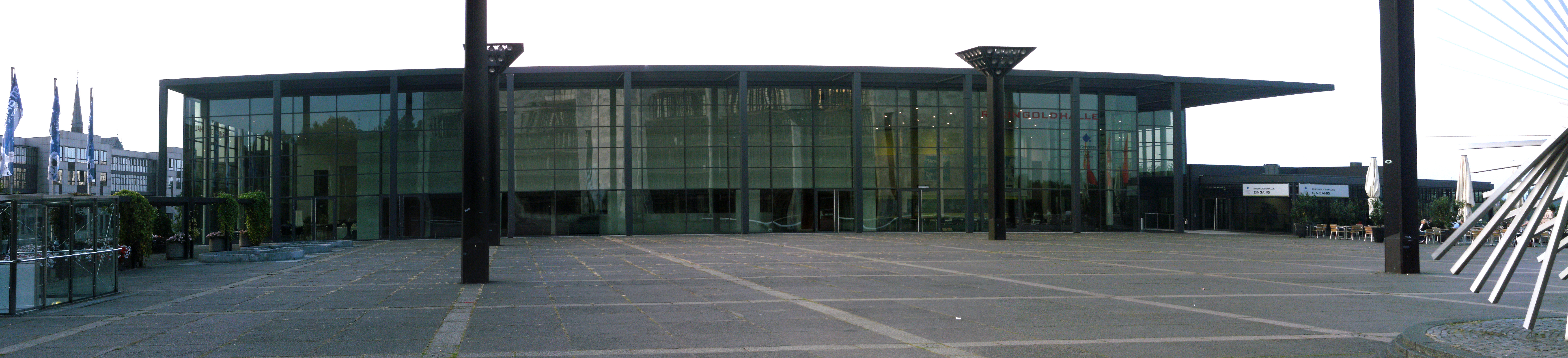
Erweiterung der Rheingoldhalle vom Jockel-Fuchs-Platz gesehen

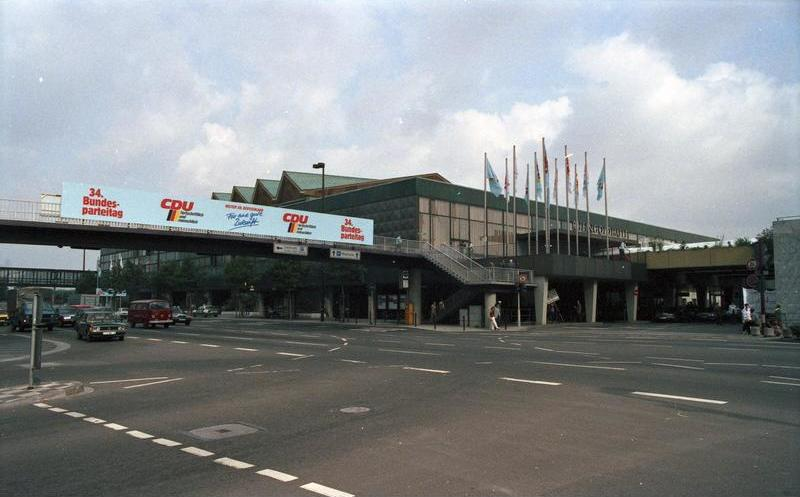
Die Rheingoldhalle von der Rheinstraße Ecke Quintinstraße (Eisenturm) aus gesehen. Die Fußgängerbrücke wurde 2007 abgebrochen

Die Rheingoldhalle in Mainz wurde von 1965 bis 1968 auf dem Halleplatz am Rheinufer in der Nähe der Theodor-Heuss-Brücke durch den Mainzer Architekten Heinz Laubach realisiert. An der Stelle der Rheingoldhalle stand bis Februar 1945 die Stadthalle.
Die Einweihung der Rheingoldhalle fand am 9. November 1968 statt. Die Halle bildet heute zusammen mit dem Rathaus und dem Hilton-Hotel einen aus der Moderne stammenden Komplex. 2006/2007 wurde ein großflächiger Um- und Anbau durch die dänischen Architekten Dissing+Weitling vorgenommen.
Die Rheingoldhalle wird seit 2012 von der mainzplus CITYMARKETING GmbH betreut und als Tagungs- und Veranstaltungsort vermarktet.
Der große Kongress-Saal der Mainzer Rheingoldhalle wurde aufgrund von Umbauarbeiten aus brandschutztechnischer Notwendigkeit und zur Erneuerung der Veranstaltungstechnik, welche für ein Jahr projektiert waren, ab November 2018 geschlossen. Am 16. Mai 2019 wurde die Rheingoldhalle durch ein Feuer stark beschädigt. Im Januar 2022 wurde die Rheingoldhalle nach 38-monatigen Sanierungs- und Erweiterungsphase wiedereröffnet.
In der Rheingoldhalle stehen 9.000 m² flexible Eventfläche und mehr als 20 Meetingräume auf zwei Ebenen zur Verfügung. Zudem ist ein direkter Zugang zum Hotel Hilton Mainz sowie zum Parkhaus Rathaus vorhanden.

## Veranstaltungen

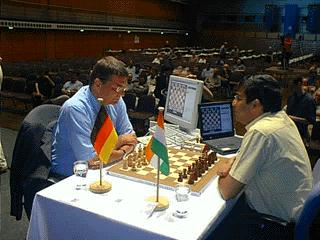
Jens Beutel, 2002 in der Rheingoldhalle bei einer Schachpartie mit Schachweltmeister Viswanathan Anand

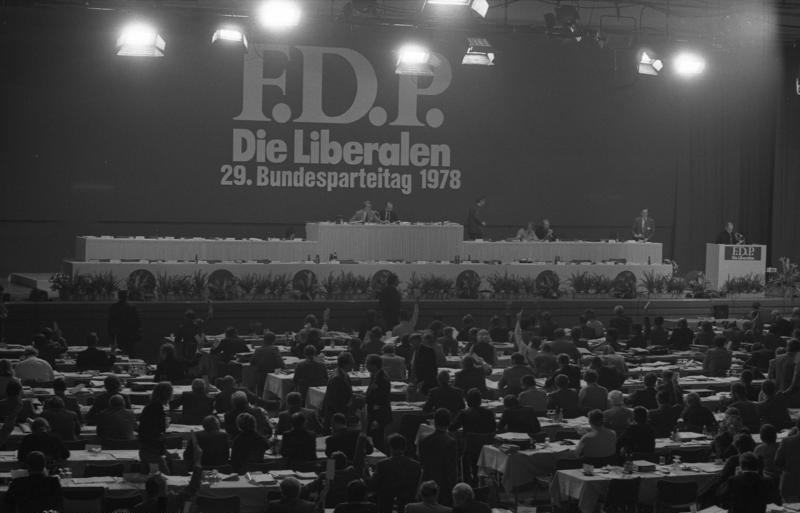
Blick in die Rheingoldhalle während des 29. Bundesparteitages der FDP im November 1978

Die Rheingoldhalle war zeitweise Austragungsstätte der Fernseh-Fastnachts-Gemeinschaftssitzung Mainz bleibt Mainz, wie es singt und lacht und häufig Tagungsort von Parteitagen, z. B. der FDP im November 1978.
Zu den Chess Classic traf sich hier von 2001 bis 2010 jährlich die Weltelite der Schachspieler. 2008 fand eine große Ausstellung mit Werken des amerikanischen Künstlers James Rizzi statt, die von 50000 Zuschauern besucht wurde; 2009 stellte Otmar Alt sein Werk aus. Regelmäßig in jeder Fastnachtskampagne ist sie Ort von Saalfastnachtsveranstaltungen der großen Mainzer Fastnachtsvereine. Dazu finden jährlich Messen, Konzerte, Informationsveranstaltungen, Events oder sonstige Bühnenveranstaltungen aller Art statt.

## Großbrand
Am 16. Mai 2019 kam es während Bauarbeiten zu einem Brand in der Dachkonstruktion der Halle. Das Feuer war gegen 6.20 Uhr von Arbeitern bemerkt worden. Das nahe Rathaus wurde evakuiert, auch das benachbarte Hilton Hotel musste teilweise geräumt werden. Rund 100 Feuerwehrleute aus Mainz und dem benachbarten Wiesbaden sowie das Technische Hilfswerk waren im Einsatz. Gegen 14 Uhr war das Feuer unter Kontrolle. Es war als Schwelbrand zwischen Hallendecke und Dachkonstruktion entstanden.